# Pachycarpus
Pachycarpus là chi thực vật có hoa trong họ Apocynaceae.